# Église Saint-Révérien de Saint-Révérien
Pour les articles homonymes, voir Saint-Révérien (homonymie).
L'église Saint-Révérien est une église catholique située à Saint-Révérien, en France.
Dédiée à saint Révérien, il s'agit d'une ancienne prieurale, dont le monastère était directement rattaché à l'abbaye de Cluny, construite entre la fin du XIe et le début du XIIe siècle.
Unique vestige d'un prieuré conventuel (avec le logis du prieur et une ferme), cette église romane (choeur, déambulatoire et absidioles) et néo-romane (nef et clocher) recèle de remarquables chapiteaux, dalles funéraires, ainsi que des fresques des XIIIe, XIVe et XVIe siècles. Plusieurs fois fragilisée ou détruite au cours de son histoire, elle est reconstruite aux XVIIIe et XIXe siècles.
Elle est ouverte tous les jours.

## Toponymie
La première mention du lieu remonte au IXe siècle : Cella Sancti-Reveriani (886). On trouve ensuite : Cellam Sancti Reveriani (1055, 1058 et 1075), Sanctus-Reverianus (1171), Sancto Reveriano (1119, 1171 et 1312).

## Historique

### Moyen Âge
L'origine du nom de la commune provient de Reverianus, missionnaire venu de Rome et installé à Autun pendant les persécutions d’Aurélien. Accompagné d’un prêtre (Paul) et de dix autres compagnons, ils sont envoyés évangéliser le Nivernais à la fin du IIIe siècle. Sur ordre de l'empereur, les douze hommes auraient été décapités à Nevers en 274, à l'emplacement de l'ancienne abbaye Notre-Dame, ou à Compierre lieu de leur prêche.

Dans la tradition, le souvenir de Reverianus et de ses disciples dans la contrée se perpétue : un petit monastère, une cella, s'établit non loin de Compierre. En 886, au moment où se met en place le comté de Nevers, le roi Charles le Gros, retire cet établissement au diocèse d'Autun au profit de celui de Nevers, à la demande du comte Guillaume.

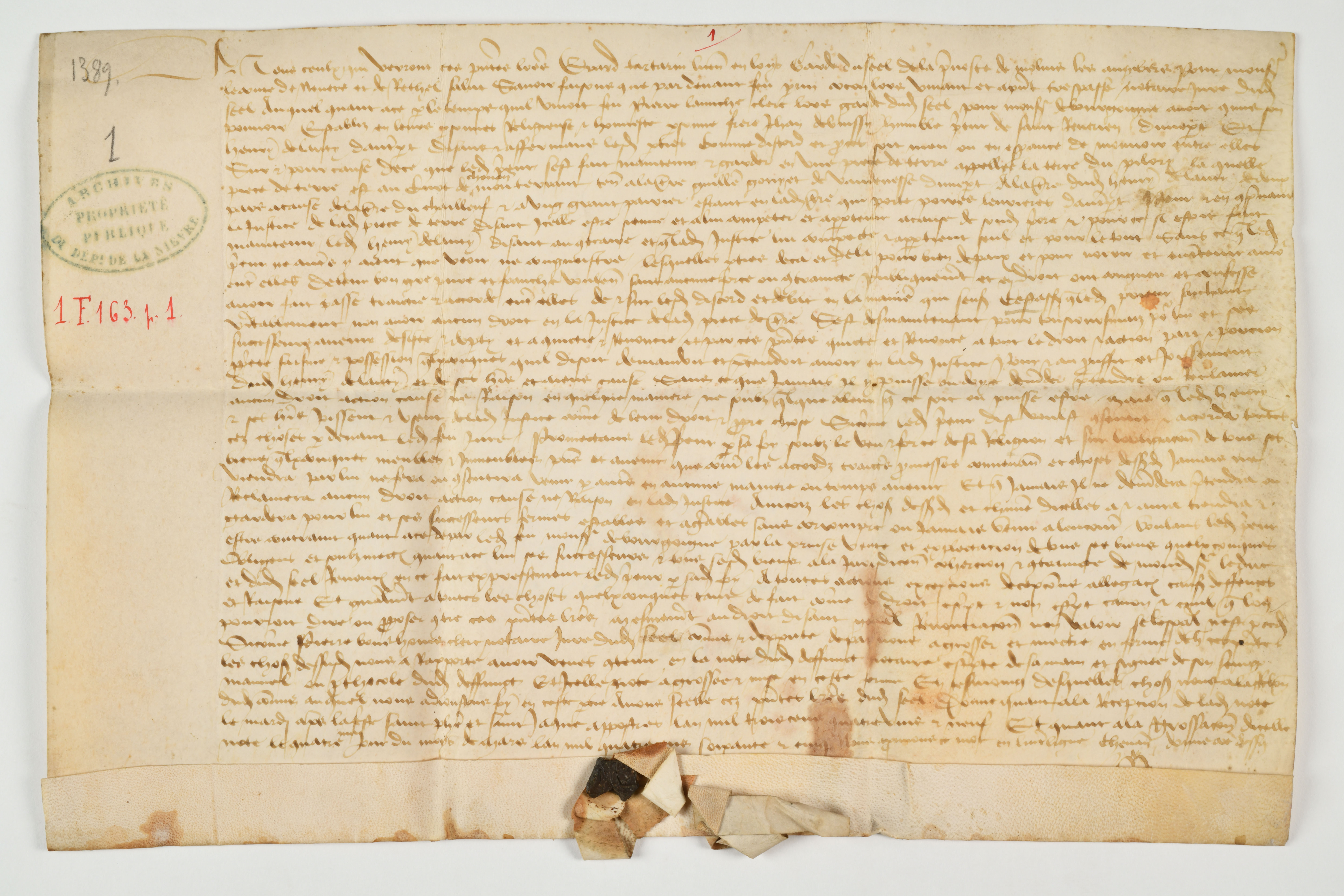
Transaction entre le prieur Jean de Buissy et Henri de Lanty en 1389 ; ADN : 1 F 163.

Sans que l'on connaisse les raisons ni la date de ce rattachement, la cellam Sancti Reveriani, intègre le temporel de l'abbaye de Cluny au XIe siècle (première mention en 1055). Le monastère est ensuite érigé en prieuré conventuel (présence de douze moines autour d'un prieur) et dépend directement à l'abbaye mâconaise (l'abbé nomme le prieur). L'église est construite entre la fin du XIe et le début du XIIe siècle tout comme, probablement, les bâtiments conventuels (réfectoire, dortoir, salle du chapitre, logis…) organisés autour d'un cloître.
Le prieuré est puissant, il possède de nombreux biens dans les environs (bois, terres, prés, moulins, étangs…) ainsi que deux annexes (de grands domaines) le prieuré de Chevannes-sous-Montaron et la maison de Diennes. Le prieur est seigneur du bourg avec droit de basse, moyenne et haute justice, il nomme aux cures de Champallement, Chevannes-sous-Montaron, Diennes, Chazeuil, Dompierre, Beaulieu, Neuilly, Billy, Rix, Ouagne et Cuncy-lès-Varzy. L'aristocratie locale et comtale lui font plusieurs donations au cours de la période médiévale. De plus, plusieurs seigneurs de Champallement se font enterrer dans la prieurale,,.
Le prieuré, les moines et les habitants du bourg sont plusieurs fois victimes de pillages et d'exactions (en 1343, 1360 et 1423).

### Époque moderne
À la suite des difficultés de la fin du Moyen Âge (guerres, épidémies, crises frumentaires, avènement de la commende), le poids et le prestige du prieuré de Saint-Révérien sont moindres. Le nombre de moines institué à l'origine, diminue au point qu'on n'en trouve que deux, trois ou quatre au cours des XVIIe et XVIIIe siècles. Ces religieux vivent tant bien que mal au milieu de bâtiments mal entretenus, dont certains sont en ruine (sauf le logis du prieur).
Fragilisée par un manque d'entretien, l'église est victime d'un incendie dans la nuit du 24 au 25 août 1723 qui emporte son clocher et sa nef. L'ancienne prieurale est alors restaurée entre 1725 et 1726 mais de manière sommaire et maladroite. À l'approche de la Révolution, il ne reste plus que deux moines sur place, Dom Admiral et Dom Périnet, dirigés par le prieur comandataire François Mouchet de Villedieu également évêque de Digne.

### Époque contemporaine
À la Révolution, la commune change de nom, elle devient Brutus-le-Bourg. Les biens du prieuré sont vendus comme biens nationaux et les deux derniers moines sont expulsés.
Très mal reconstruit en 1725-1726, le clocher de l'église s'effondre au début du XIXe siècle. Cette dernière est alors très largement restaurée à partir de 1833. Un nouveau clocher porche est ajouté en 1838. En 1840, la nef est reconstruite « à l'identique » par l'architecte diocésain Pierre Hyppolite Paillard et le chœur est classé Monument Historique.
Viennent ensuite les grandes réparations de 1887-1888, suite aux rapports adressés à Dominique-Augustin Dufêtre par le curé : reprise des soubassements en sous-œuvre avec moellons piqués et chaux hydraulique de Beffes ; clocher et contreforts enduits à neuf avec du mortier de même nature ; parmi celles-ci, restauration de l'absidiole de Saint-Révérien ; réouverture de fenêtres anciennement bouchées.
Un devis du ministère des Beaux-arts du 30 octobre 1900 concerne le débadigeonnage du chœur et des chapelles absidiales, ce qui fut également fait. En juin 1903, un autre devis fait part de l'enlèvement des dalles funéraires d'Hugues de Lespinasse et de Marguerite de Thianges du dallage de l'église et de leur dressement contre les murs latéraux de celle-ci.

## Description

### Général
L'église actuelle, ancienne prieurale devenue paroissiale, est élevée au milieu du XIIe siècle, mais est gravement endommagée par un incendie en 1723. Réparée précipitamment et maladroitement, la nef se trouve en ruine au début du XIXe siècle avant d'être entièrement reconstruite dans son ancien style.
Le clocher central ayant disparu avec les quatre gros piliers qui le soutenaient, il ne reste donc plus de l'édifice primitif que le chevet avec son déambulatoire et ses chapelles rayonnantes.

### Extérieur

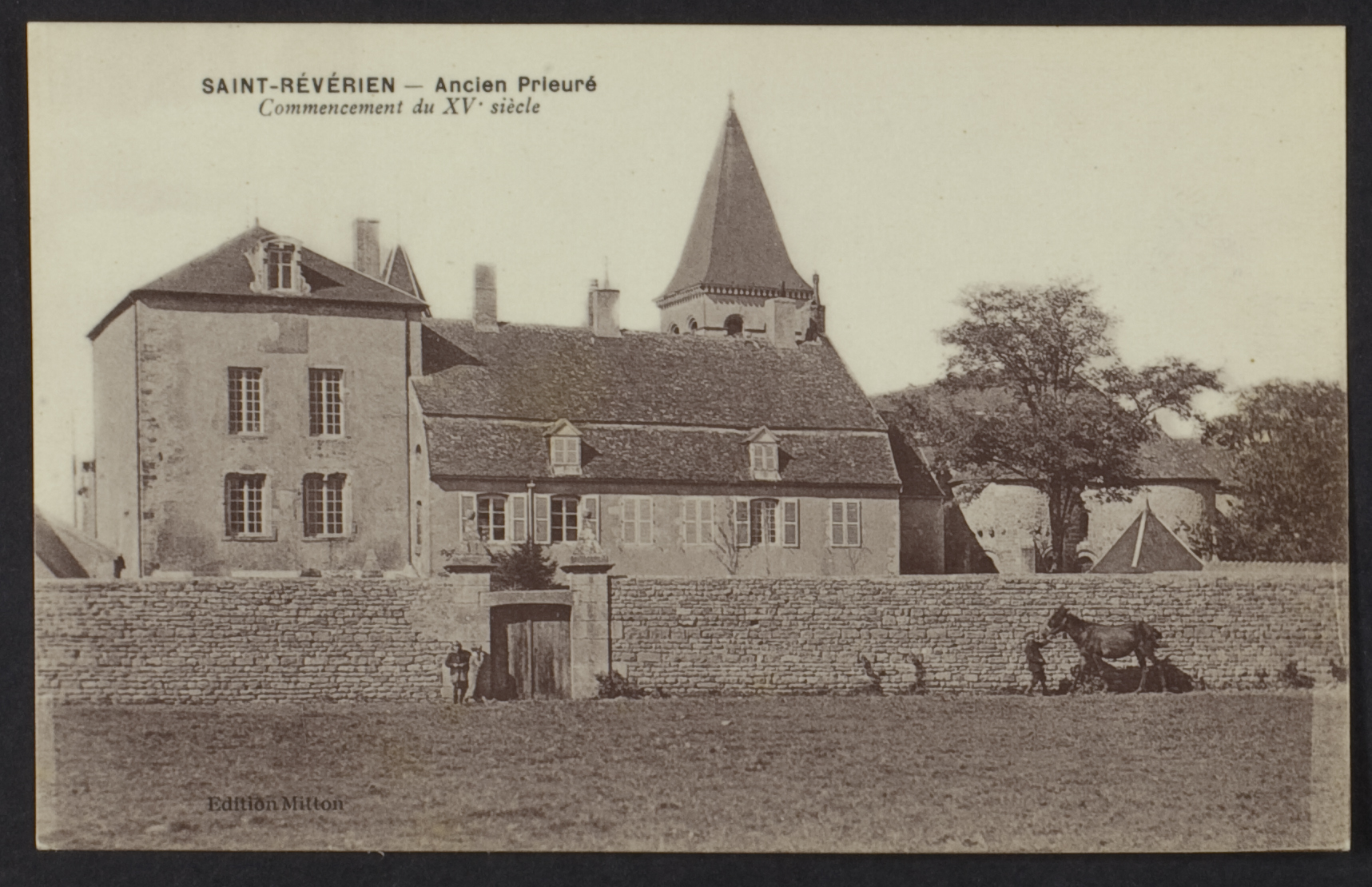
Vue sur le logis prieural accolé à l'église.

De l'église orientée, le chevet constitue la partie la plus intéressante.
Scandé par le clocher à l'occident et trois chapelles à l'orient, l'immense vaisseau de pierre qui domine le vallon de la Vaucreuse ne se présentait pas ainsi au Moyen Âge. Cet aspect est récent et dû aux reconstructions des XVIe, XVIIIe et XIXe siècles.
Au XIIe siècle, les volumes sont étagés : les chapelles, plus basses, sont dépassées par le déambulatoire, lui-même dominé par l'abside. Les baies des absidioles et du déambulatoire sont soulignées par un cordon perlé, à l'exception de la baie centrale de l'absidiole sud-est qui est ornée d'une moulure de deux rangs de bâtons rompus. Au fil des siècles, les transformations sont importantes :  
- Au chevet, les chapelles ont été surélevées au niveau du déambulatoire. La toiture pouvant alors ceindre complètement l'édifice d'un bas-côté à l'autre. Un seul modillon sculpté subsiste, les autres n'étant visibles qu'à l'état de vestige ou d'assise.
- Côté ancien prieuré, au sud, une travée du chœur a conservé son élévation romane (fenêtres). Donnant dans la cour du prieuré, une ouverture murée, surmontée d'une petite baie munie d'un fronton, murée elle aussi, était certainement la porte d'accès des religieux à l'église.
- Côté cimetière, au nord, la reprise des maçonneries se traduit par un arrachement au droit de la chapelle rayonnante : on observe les départs des arcs sculptés des fenêtres qui s'arrêtent brusquement avant la jointure de la travée du chœur.

Le clocher roman était établi à la jonction du chœur et de la nef. Le clocher porche moderne de la façade s'ouvre par un portail intégrant des sculptures romanes en réemploi. La voussure en plein cintre est décorée de rinceaux aux palmettes et grappes de raisin. À l'intérieur de l'arc se trouvent deux sculptures d'anges cariatides à quatre ailes. Le style presque byzantin des anges, de grande qualité, évoque un relief de l'abbaye Notre-Dame de Nevers conservé au Louvre.

### Intérieur
La nef du XIXe siècle est calquée sur l'architecture d'origine, le chœur ayant servi de modèle. Les voûtes en berceau sont soutenues par des arcs doubleaux retombant sur des colonnes engagées à chapiteaux décorés. À chaque travée de la nef correspondent les deux travées des collatéraux dont les arcs doubleaux brisés reposent tantôt sur des colonnes engagées tantôt sur des colonnes rondes.
Le chœur comporte trois travées voûtées en berceau. Entre la première et la deuxième travée côté nord, la colonne engagée s'arrête au niveau du sommier des arcades, tandis qu'au sud elle s'arrête brusquement à presque deux mètres au-dessus de la moulure du tailloir. Ces deux fûts montaient auparavant jusqu'au niveau de chapiteaux des autres colonnes, afin de recevoir certainement la retombée d'un arc doubleau qui a disparu et n'a pas été reconstruit au XIXe siècle. Le chœur se termine par un hémicycle en cul-de-four composé de sept arcades, dont cinq en tiers-point, reposant sur six colonnes dont certaines sont monolithes. Ces colonnes dites tournées auraient pu être récupérées sur le site de Compierre à Champallement. À la naissance de la voûte de l'abside, un cordon orné de rosaces inscrites dans un cercle unifie l'espace, tout comme la moulure sculptée de pointe de diamant. Derrière cet hémicycle, le déambulatoire est voûté d'arêtes comme les bas-côtés qu'il prolonge.

#### Les trois chapelles
Les trois chapelles rayonnantes en cul-de-four ovoïde ont respectivement trois fenêtres bordées de colonnettes à chapiteaux décorés d'animaux ou de palmettes. Entre les chapelles s'ouvrent deux fenêtres cintrées superposées, garnies de colonnettes droites, sauf pour la fenêtre haute entre les chapelles est et sud qui est encadrée de colonnettes à spirales.
La chapelle nord est dédiée à saint Révérien : une statue céphalophore du saint, datant du XIVe siècle, trône à côté de l'autel du XVIIe siècle en bois dont les ornements sculptés sont rehaussés d'une dorure à l'or.
La voûte de la chapelle de la Vierge, axiale, a conservé les peintures du XVIe siècle représentant la Vierge des litanies, thème alors en vogue. Distribués symétriquement de part et d'autre de la Vierge, les quinze emblèmes des litanies sont représentés comme des objets concrets et identifiés à l'aide de phylactères : le soleil, la lune, l'étoile, la porte du ciel, le massif de roses, la Tour de David, les roses mystiques, le miroir sans tache, le puits, la fontaine, le cèdre et l'olivier, le jardin clos et la Cité de Dieu. Au-dessus de l'inscription Tota pulcra es amica mea et macula non est in te, Dieu le Père, figuré à mi-corps, bénit la Vierge. Un rapport du curé adressé à l'évêque en 1887 indique que les lézardes qui parsemaient la voûte portant cette peinture ont été «artistiquement réparées » et que le peintre local Émile Paley « a fait revivre par le pinceau les traits de certains sujets qui avaient disparu ».
Dans la chapelle sud, les peintures murales sont plus anciennes : peintes directement sur la pierre avec des colorants naturels, elles semblent dater de la fin du XVe siècle. Cachées par un badigeon en 1840, elles ont été dégagées lors du deuxième classement de l'église. Sur la paroi de gauche, le personnage n'a pas été identifié. À gauche de la fenêtre centrale seraient représentés le bon Pasteur et son agneau et à droite de cette fenêtre, Joseph tenant l'Enfant Jésus dans ses bras. Et sur la paroi de droite, vraisemblablement sainte Geneviève représentée avec un livre ouvert et un cierge allumé qu'un démon tente d'éteindre, mais rallumé par un ange. Cette absidiole a servi de sacristie jusqu'à la construction de la sacristie actuelle en 1864.

#### Les chapiteaux
Les chapiteaux sculptés du chœur sont le trésor de l'église. Il s'agit de l'un des plus beaux ensembles romans du Nivernais. Les sculpteurs, probablement venus de La Charité-sur-Loire, appartiennent à l'école clunisienne, mais ont également des liens avec Plaimpied-Givaudins ou Saint-Menoux. Le nom d'un sculpteur, Rotbertus, est inscrit sur un chapiteau et sur une base de colonne. 
« Les chapiteaux des parties anciennes de l'église, historiés, imités de l'antique ou décorés d'animaux fantastiques, de galons, d'entrelacs sont du meilleur style et d'une exécution fort soignée ; ils peuvent être comparés aux magnifiques chapiteaux de l'église de la Charité-sur-Loire ».
Les thèmes des chapiteaux sont divers : scènes de l'Ancien et du Nouveau Testaments, bestiaire et animaux fantastiques, décors végétaux. Les tailloirs des chapiteaux ont souvent reçu des décors : dents de scie, damiers, guirlandes, éléments géométriques, salamandres et serpents.

## Mobilier
Plusieurs objets de l'église de Saint-Révérien sont classés au titre de Monuments Historiques :
- dans la chapelle nord, une statue grandeur nature céphalophore de saint Révérien, du XIVe ou du XVe siècle,  Classée MH (1913)[16] ;
- dans le mur du collatérale sud, la dalle funéraire illisible, du XIVe siècle,  Classée MH (1992)[17] ;
- dans le mur du bas-côté nord de la nef, la dalle funéraire d'Hugues de Lespinasse (†1374), du XVIe siècle,  Classée MH (1992)[5] ;
- dans le mur du bas-côté sud de la nef, la dalle funéraire de Marguerite de Thianges (†1413), du XVIe siècle,  Classée MH (1992)[6] ;
- dans la nef, tableau la Résurrection, peinture à l'huile d'Emile Paley, du 1er quart du XIXe siècle,  Classé MH (1976)[18] ;
- en haut d'un pilier du chœur, plaque commémorative de la bataille de Cravant du premier quart du XVe siècle,  Classée MH (1956)[19].

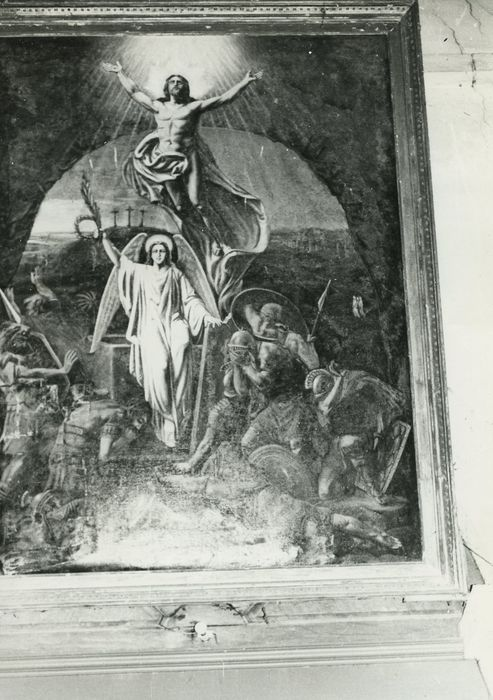
Tableau La Résurrection d'Emile Paley.
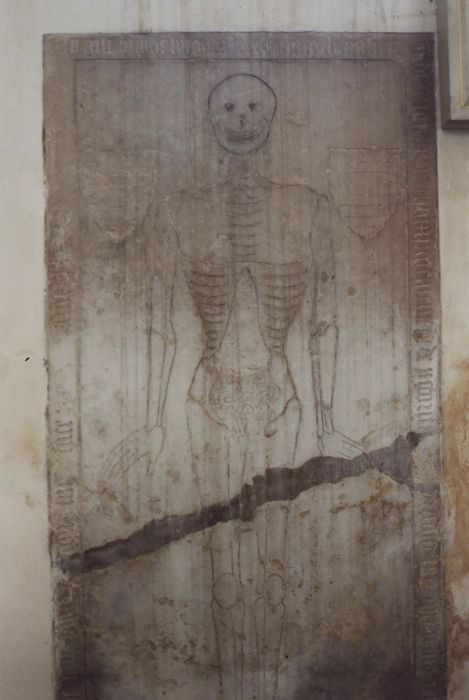
Dalle funéraire d'Hugues de Lespinasse.
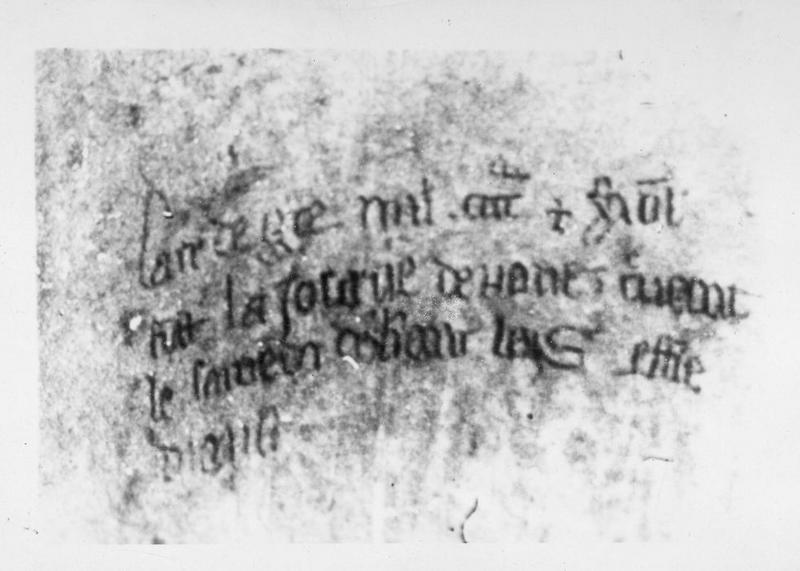
Inscription sur la bataille de Cravant.
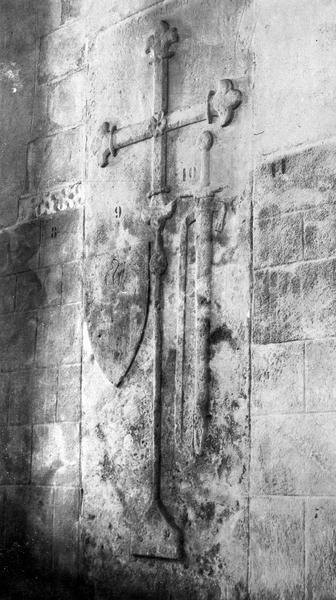
Dalle funéraire de Robert de Champallement.
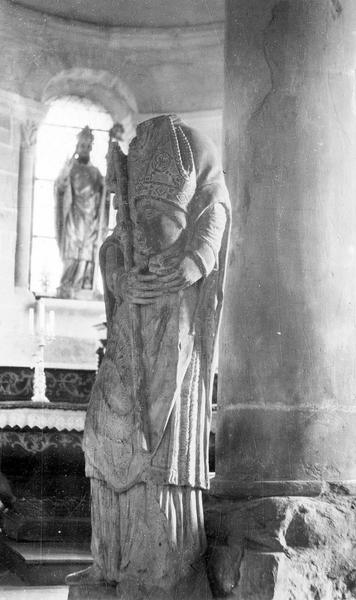
Statue céphalophore de saint Révérien.

## Protection
L'édifice est d'abord protégée dans son intégralité au titre des monuments historiques par la liste des monuments historiques protégés en 1840 puis la nef est déclassée par arrêté le 1er juillet 1887 (ne restent que le chœur et les parois décorées de peintures murales). Le 6 août 1958, la voussure supportant un bas-relief du XIIe siècle, en pierre sculptée, représentant deux anges, située à la partie supérieure du portail est classée.

## Prieurs
Liste non exhaustive
- 1171 et 1172 : Jean[21] ;
- 1269 : Pierre[22] ;
- 1343 : Guillaume de la Forest[23] ;

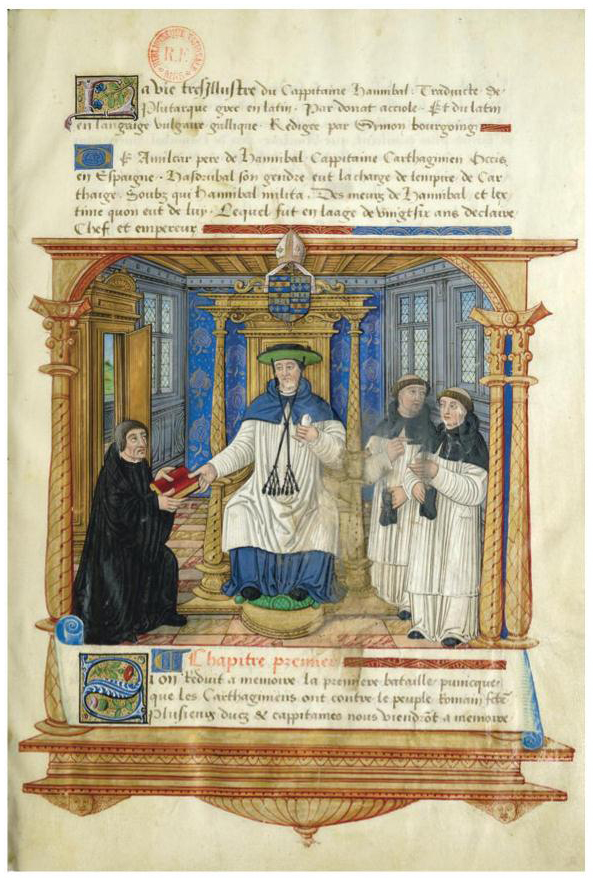
Guy de Baudreuil (centre) abbé de Saint-Martin-aux-Bois et prieur de Saint-Révérien.

- Mentionné entre 1389 et 1396 : Jean de Bussy[24] ;
- Mentionné entre 1411 et 1436 : Gui de la Perrière[25] ;
- 1445 : Simon de Roncheval[25] ;
- Mentionné entre 1498 et 1534 : Guy de Baudreuil[26] ;
- Mentionné entre 1534 et 1563 : Pierre de Baudreuil[27] ;
- 1572 : Olivier de Pontalier[28] ;
- 1583 : Claude Coutier[29] ;
- 1595 : Jean d'Aumale[30] ;
- 1598 : Pierre Damas de Crux[31] ;
- 1598 - 1652 : Achille Damas de Crux[31] ;
- 1652 - 1663 : Édouard Vallot[31] ;
- 1666 - 1669 : Eustache de Chéry [31];
- 1669 - 1698 : Michel de Chéry[31] ;
- 1698 - 1728 : Eustache II de Chéry[31] ;
- 1728 - 1778 : Laurent de Chéry[31] ;
- 1778 - 1789 : François Mouchet de Villedieu[31].

## Autres religieux

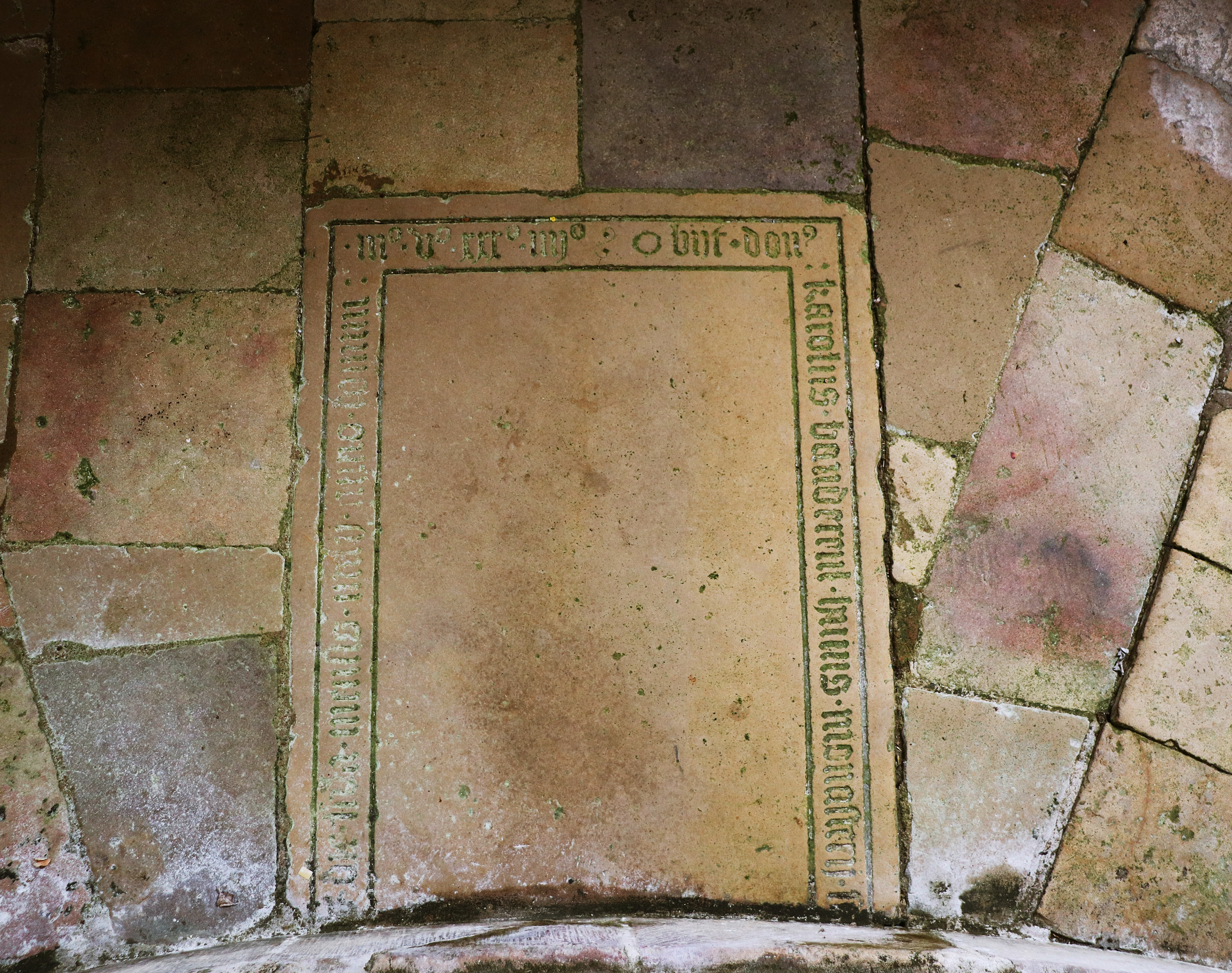
Fragment de la dalle funéraire de Charles Baudreuil (mort en 1534) dans le déambulatoire de l'église de Saint-Révérien.

- 1411 : Hugues de Lurcy (sous-prieur), Gilbert de Houssay (sacristain), Pierre de Moussy, Guillaume de Chervy, Pierre Croischon, Pierre du Chaillo et Guiot de la Croys alias Chevillet, religieux[25] ;
- Mentionné entre 1527 et 1534 : Charles Baudreuil, religieux[32] ;
- 1653 : Marit de Barnault, sacristain[33] ;
- Mentionné entre 1657 et 1687 : Nazaire Gourleau, sous-prieur, prieur claustral et chantre[ADN 1] ;
- 1666 : Bonaventure Delaplace, prieur claustral[ADN 1] ;
- 1672 - 1696 : Jean Vignault, prieur claustral et sacristain[ADN 1] ;
- 1693 : Étienne Giraut, chantre[ADN 1] ;
- Mentionné entre 1698 et 1699 : Jean Pelletier, prieur claustral[ADN 1] ;
- Mentionné entre 1699 et 1717 : Philippe Antoine Dasmont, sacristain[ADN 1] ;
- Mentionné entre 1705 et 1706 : Claude Lane, prieur claustral et chantre[ADN 1] ;
- Mentionné entre 1724 et 1728 : Hyacinthe Tiran, chantre[ADN 1] ;
- Mentionné entre 1728 et 1729 : Joseph Champriat, sacristain[ADN 1] ;
- Mentionné entre 1767 et 1768 : Jean Périnet, chantre[ADN 1] ;
- Mentionné entre 1768 et 1769 : Pierre Admiral, sacristain[ADN 1].